# الدائرة القطبية الجنوبية

الدائرة القطبية الجنوبية باللون الأحمر

القطب الجنوبي موضح عليه الدائرة القطبية الجنوبية باللون الأزرق

 الدائرة القطبية الجنوبية هي إحدى الخمس دوائر العرض الرئيسية التي تظهر في خريطة الأرض. وتقع على عرض 66° 33′ 39″ جنوب خط الاستواء. المنطقة الواقعة إلى الجنوب من الدائرة القطبية الجنوبية تعرف باسم أنتاركتيكا. يوازي هذا الخط في نصف الكرة الشمالي خط عرض الدائرة القطبية الشمالية.
على الأقل هناك مكان واحد جنوب الدائرة القطبية الجنوبية يستمر فيه النهار لمدة أربع وعشرين ساعة مستمرة مرة واحدة في السنة، وكذلك الحال بالنسبة إلى الليل. وهذا يعني أن هناك مكان واحد على الأقل به يوم كامل لا تغيب عنه الشمس، وكذلك كامل هناك مكان واحد على الأقل به يوم كامل لا ترتفع فيه الشمس.